# Yaraşlı, Ahmetli
Yaraşlı là một xã thuộc huyện Ahmetli, tỉnh Manisa, Thổ Nhĩ Kỳ. Dân số thời điểm năm 2011 là 401 người.